# Lhok Reudeup
Lhok Reudeup is een bestuurslaag in het regentschap Aceh Utara van de provincie Atjeh, Indonesië. Lhok Reudeup telt 393 inwoners (volkstelling 2010).